# Michael Folorunsho
Michael Folorunsho, né le 7 février 1998 à Rome en Italie, est un footballeur italien qui évolue au poste de milieu central à Cagliari Calcio, en prêt du SSC Naples.

## Biographie

### En club
Né à Rome, en Italie, Michael Folorunsho est formé par la Lazio Rome, qu'il quitte le 18 juillet 2017 pour rejoindre le Virtus Francavilla. Il découvre alors la Serie C, la troisième division italienne.

#### Plusieurs prêts en Italie
En juillet 2019, Michael Folorunsho est recruté par le SSC Naples, qui le prête dans la foulée au SSC Bari.
Le 15 septembre 2020, Michael Folorunsho est prêté pour une saison à la Reggina 1914, où il découvre la Serie B. Il joue son premier match dans cette compétition le 17 octobre 2020, en entrant à la mi-temps contre le Virtus Entella (1-1). Folorunsho inscrit son premier but pour le club le 24 octobre 2020 face au Pordenone Calcio (2-2). Il s'impose alors comme l'un des piliers de l'équipe de Marco Baroni (en) et devient l'une des révélations du championnat.
Le 10 août 2021, Michael Folorunsho est prêté jusqu'à la fin de la saison au Pordenone Calcio,. Ce prêt prend finalement fin au mercato d'hiver, et il est à nouveau prêté dans la foulée, le 31 janvier 2022, au Reggina 1914, où il fait son retour jusqu'à la fin de la saison.
Le 26 juillet 2022, Folorunsho retrouve le SSC Bari, qu'il avait connu quelques saisons auparavant en Serie C, et qu'il retrouve désormais en Serie B. Il y est prêté pour la saison 2022-2023,.
Le 16 août 2023, Folorunsho rejoint l'Hellas Vérone pour une saison en prêt. Folorunsho marque son premier but pour l'Hellas le 5 novembre 2023 contre l'AC Monza. Titulaire, il ne peut empêcher la défaite des siens (1-3).

### En équipe nationale
En 2024, il est appelé par le sélectionneur italien Luciano Spalletti pour participer à l'Euro 2024 .